# フリッツ・タウロウ
フリッツ・タウロウ（Frits Thaulow, 1847年10月20日 - 1906年11月5日）は、ノルウェーの画家。

## 生涯
1847年、現オスロに当たるクリスチャニアで生まれた。父は裕福な薬剤師、ハラルド・タウロウ（1815-81年）。母はニコライン・ルイーズ・ムンク (Nicoline Louise Munch, 1821-94年）。
1870年から1872年まで、コペンハーゲンの美術学校で学び、1873年から1875年まで、ドイツ・カールスルーエのバーデン美術学校で画家ハンス・ギューデ(Hans Gude)に師事した。その後、パリで3年を過ごし、そこで学んでいた北欧出身の画家たちと親交を深めた。
1879年、友人の画家クリスチャン・クローグとともに、ユトランド半島のスカーゲンを訪れ、漁師や船を多く描いた。
1880年、ノルウェーに帰国すると、クリスチャン・クローグ、エーリック・ヴァーレンショルドとともに、新進気鋭の画家として活躍した。1882年の芸術家秋季展（1884年から官立秋季展）設立にも貢献した。1883年には、モードゥムで若い画家を集めて野外アカデミーを開いた。タウロウの風景画は、オースゴールストランで描かれたものが多く、同地は、1880年代以降、多くの画家・芸術家が集まる町となった。そのほか、1885年までの間、クラーゲリョー、パリ、コペンハーゲン、スコットランド、ヴェネツィアなど各地を訪れている。その後は、主にノルウェー各地で風景画を描いた。
1892年、フランスに移ったが、パリの街は肌に合わず、モントルイユ（1892-94年）、ディエップとその周辺の村（1894-98年）、ブルターニュのカンペルレ（1901年）、コレーズ県ボーリュー＝シュル＝ドルドーニュ（1903年）などの小さな町を巡りながら制作を続けた。ディエップでは、オーブリー・ビアズリーと親交を持った。
1905年、ノルウェー政府から聖オラヴ章を受章。フランス政府からはレジオンドヌール勲章、イタリア政府からは聖マウリッツィオ・ラザロ勲章、チュニジア政府からも栄誉章を受章している。
1906年、オランダのフォレンダム（エダム＝フォレンダム自治体の町）で死去した。

## 家族
1874年、Ingeborg Charlotte Gad（1852–1908年）と結婚したが、1886年、離婚した。同じ年、著名な弁護士の娘、Alexandra Lasson（1862–1955年）と再婚した。再婚後、3人の子供をもうけた。

## 作品
オスロ国立美術館が作品37点を収蔵するほか、エルミタージュ美術館（サンクトペテルブルク）、ボストン美術館、ハーバード大学美術館などに収蔵されている。

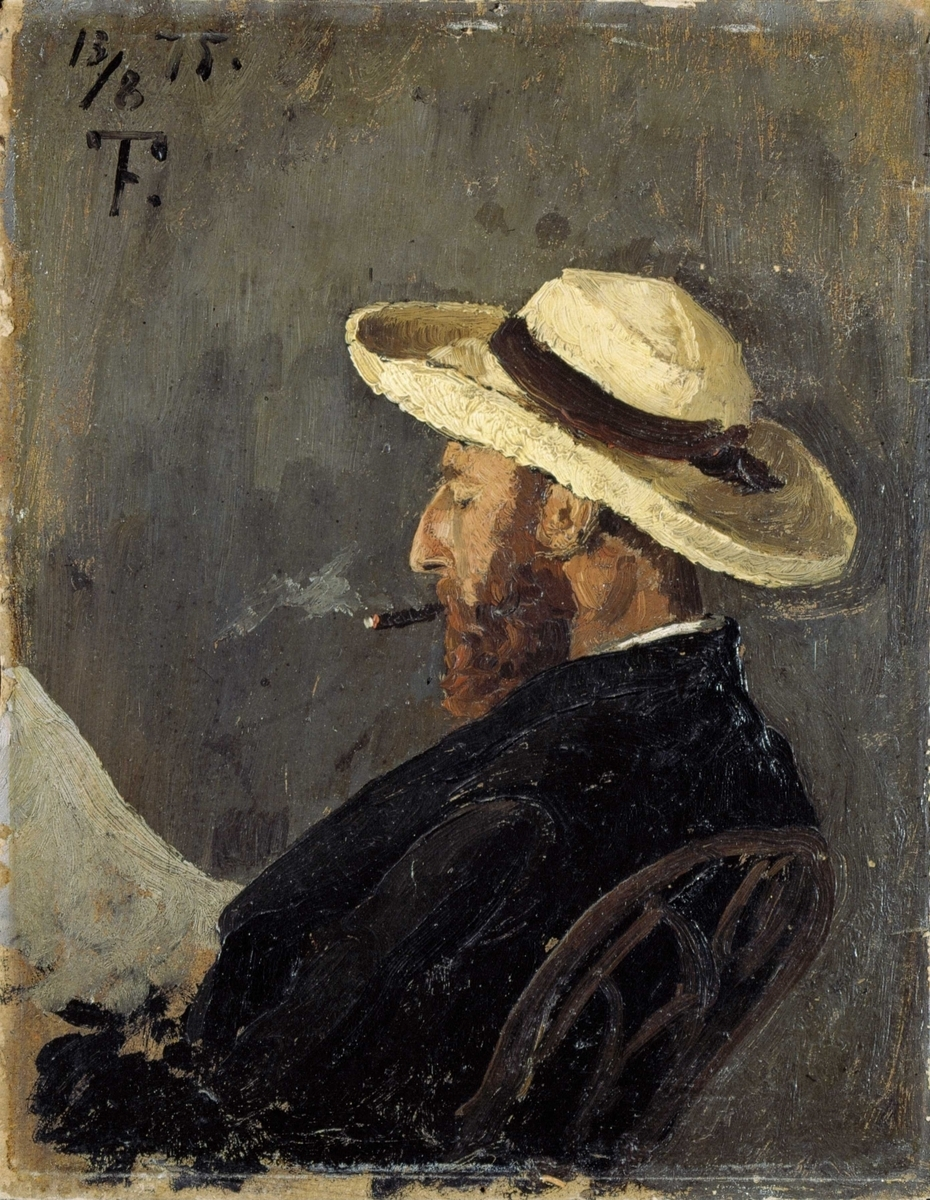
「フレデリク・コレットの肖像」（1875年）
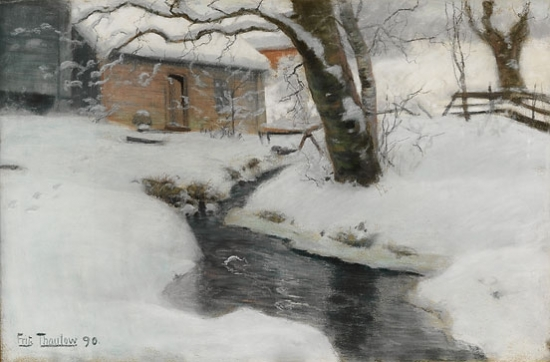
「ノルウェーの冬の風景」（1890年）
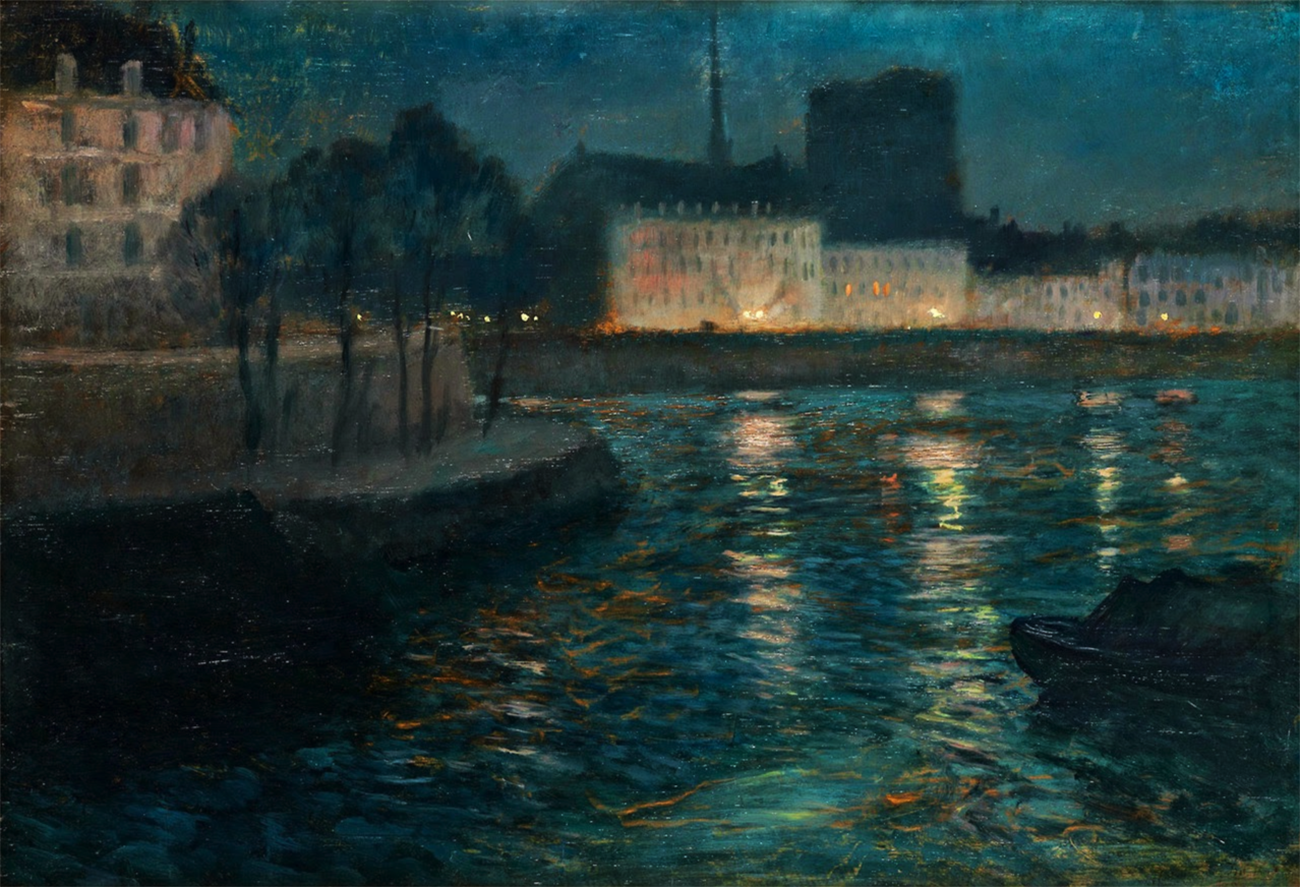
「夜の雰囲気」（1893年）
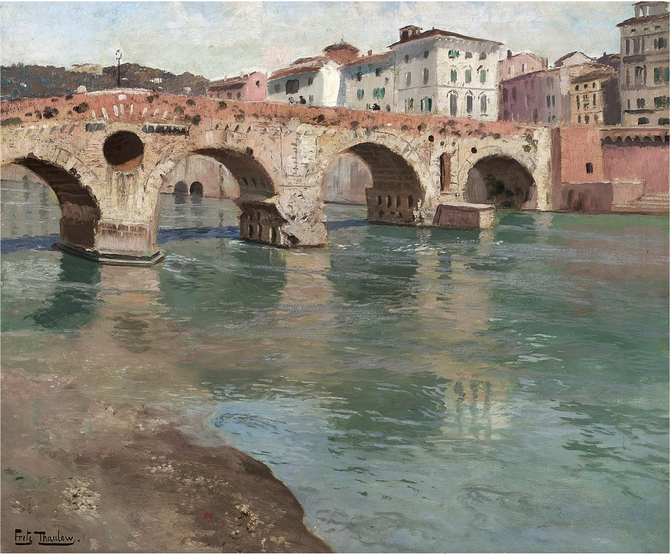
「ヴェローナのピエトラ橋」（1894年）
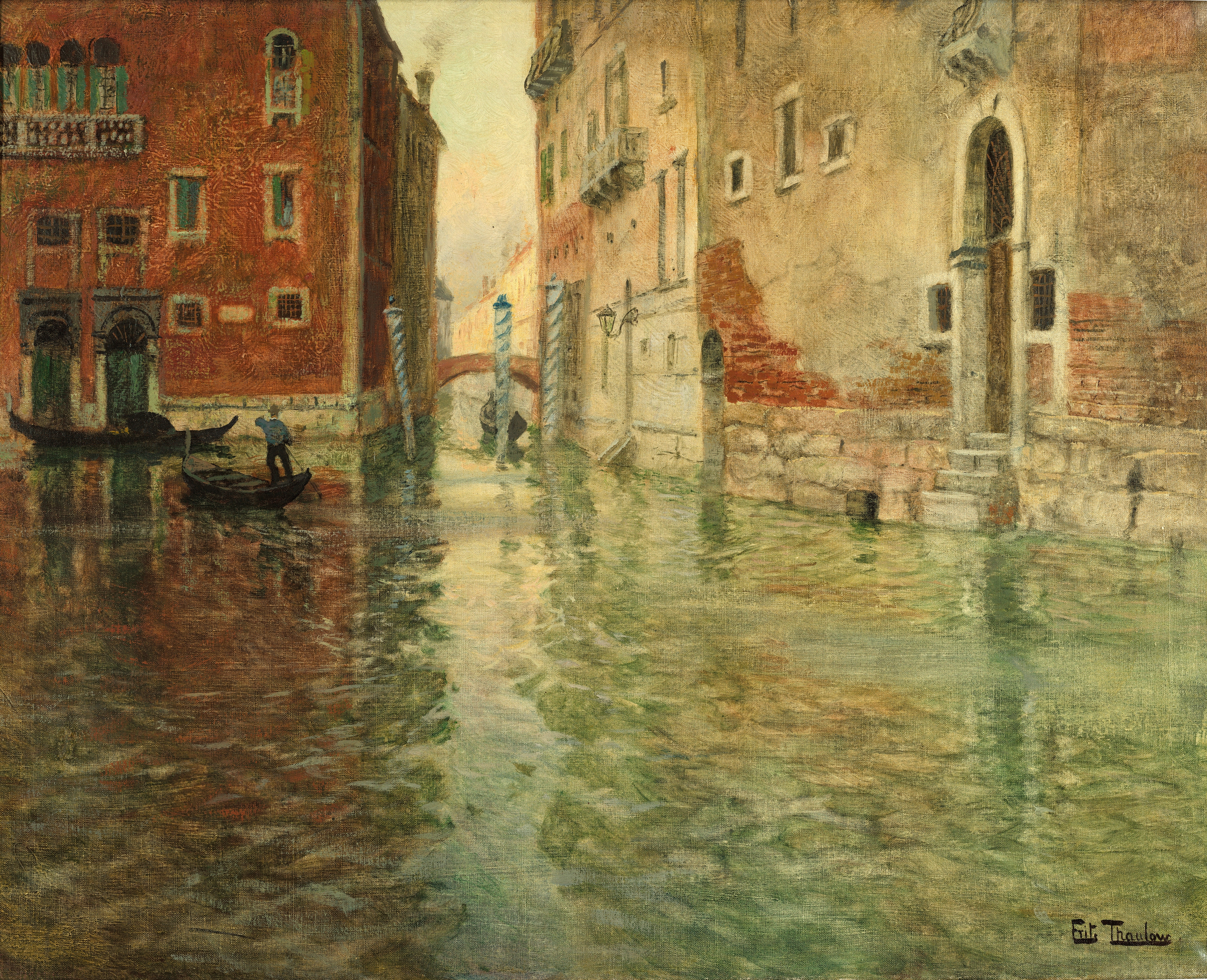
「ヴェネツィア」（1894年）
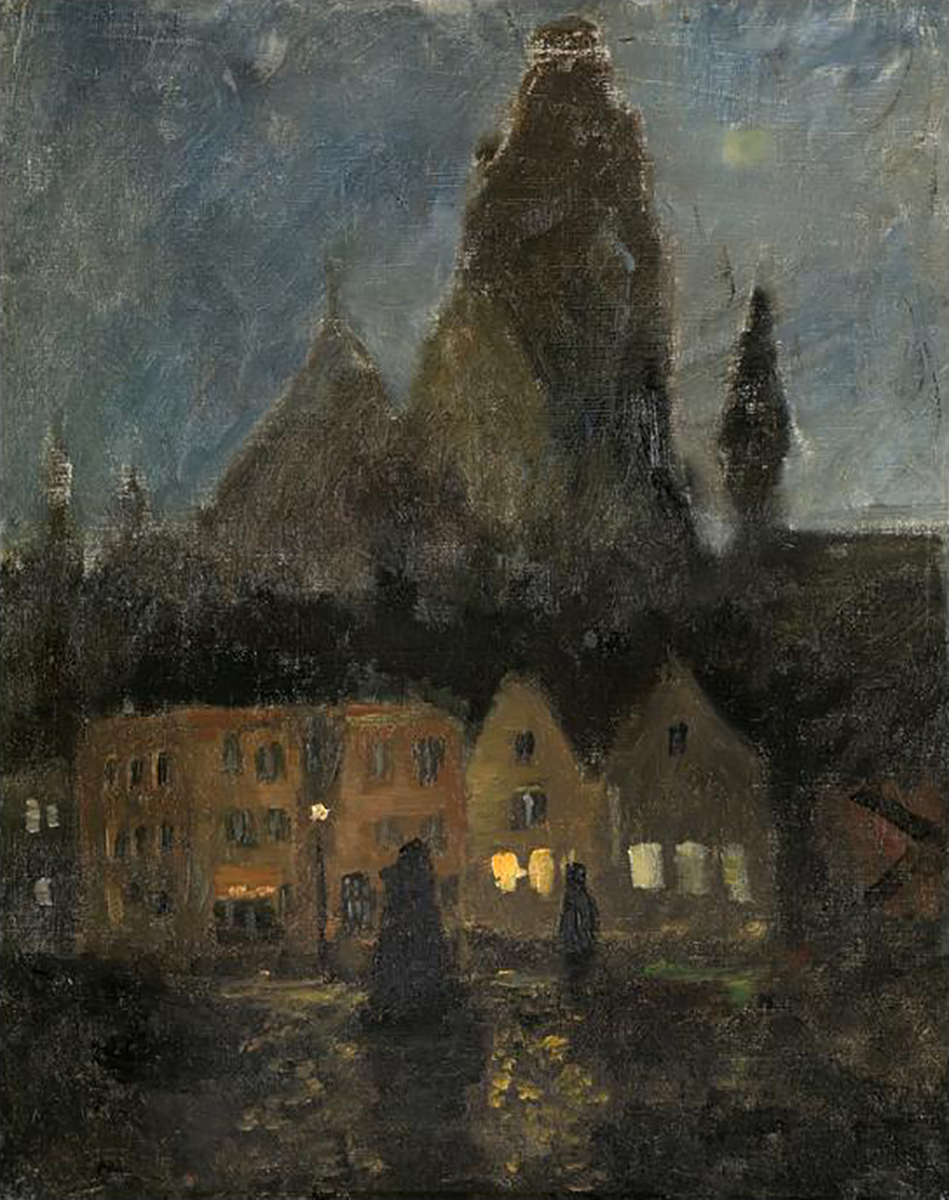
「ディエップの夜」（1894-1898年）
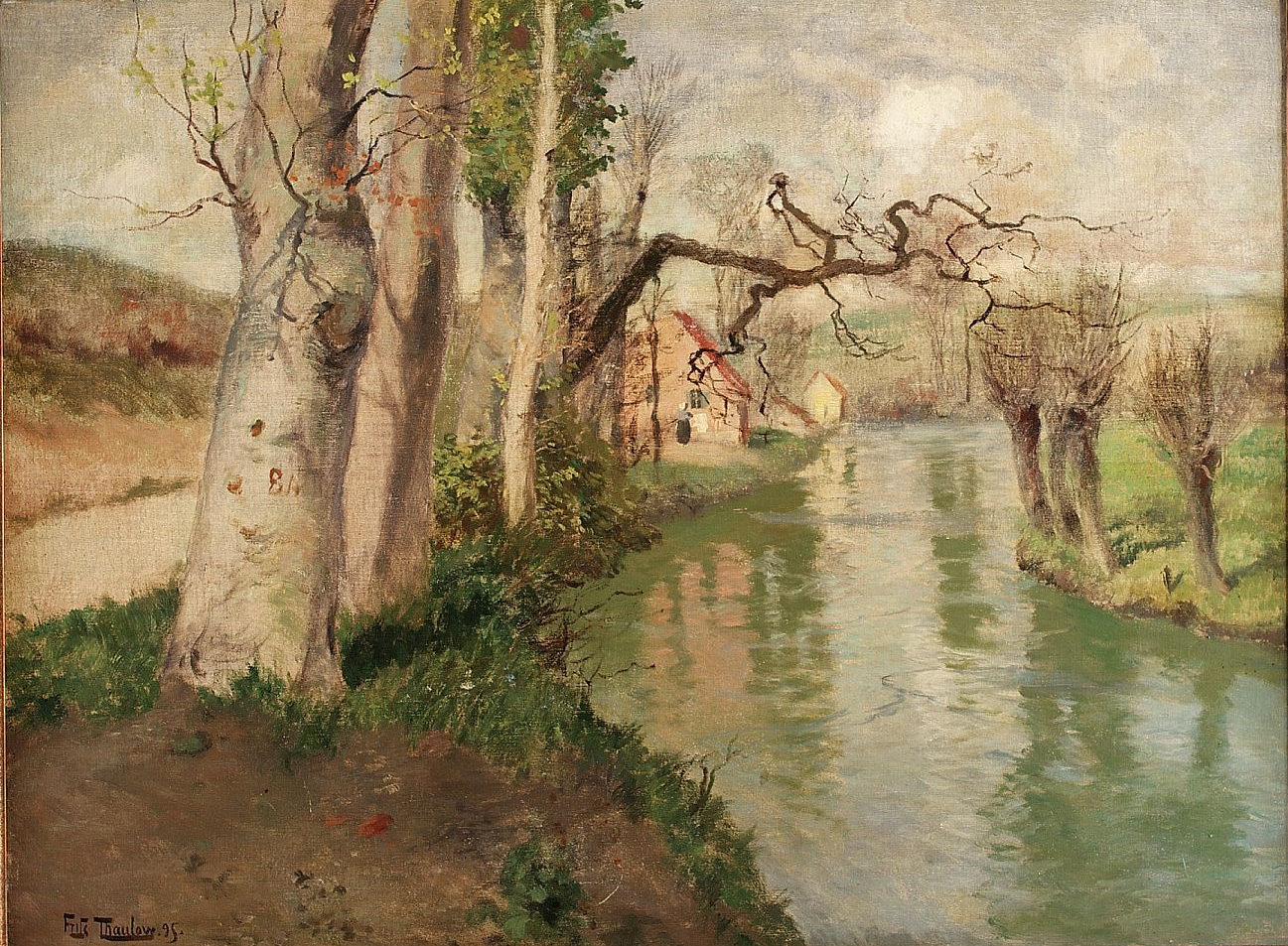
「ディエップとアルク川から」（1895年)
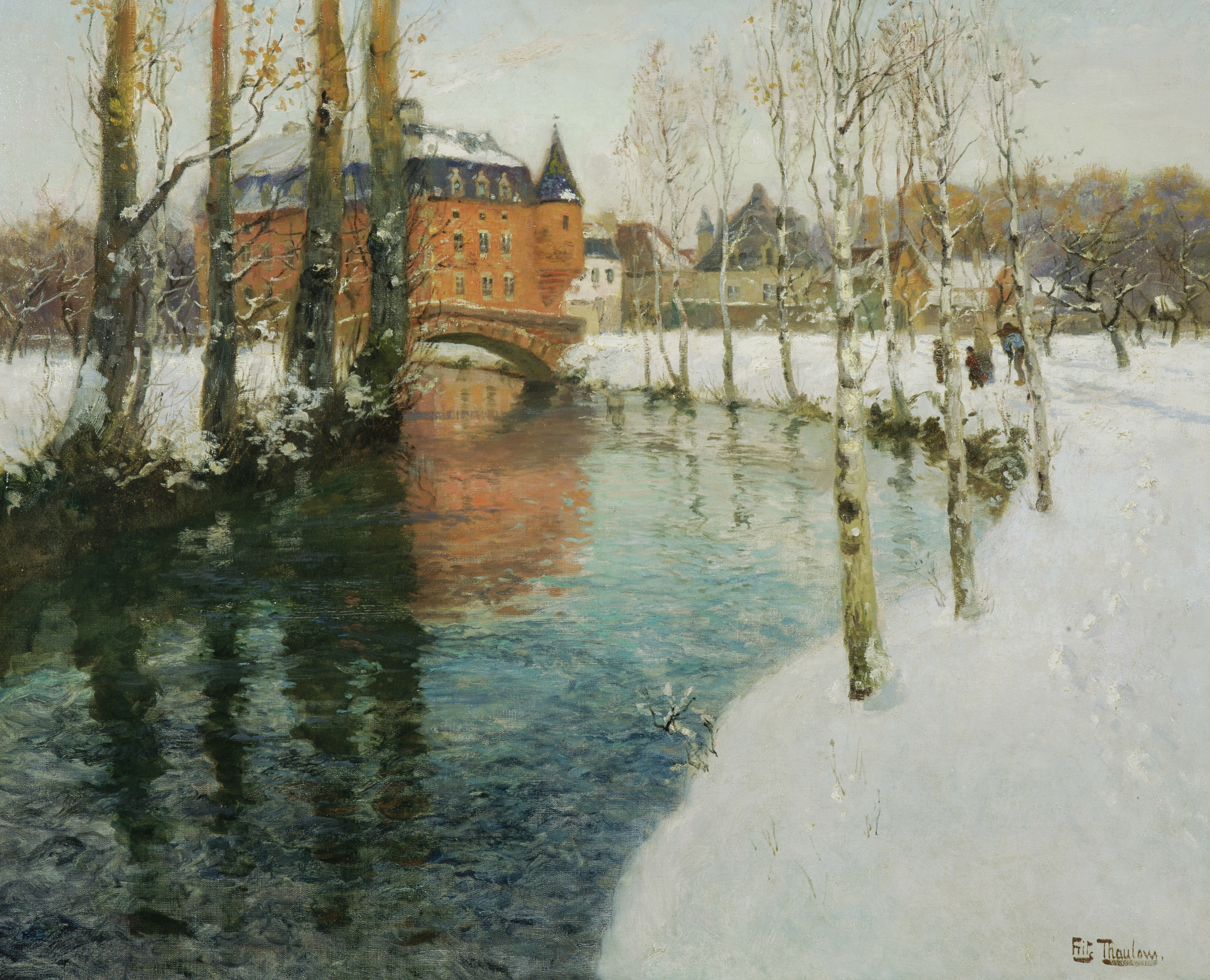
「ノルマンディーのお城」（1895年）
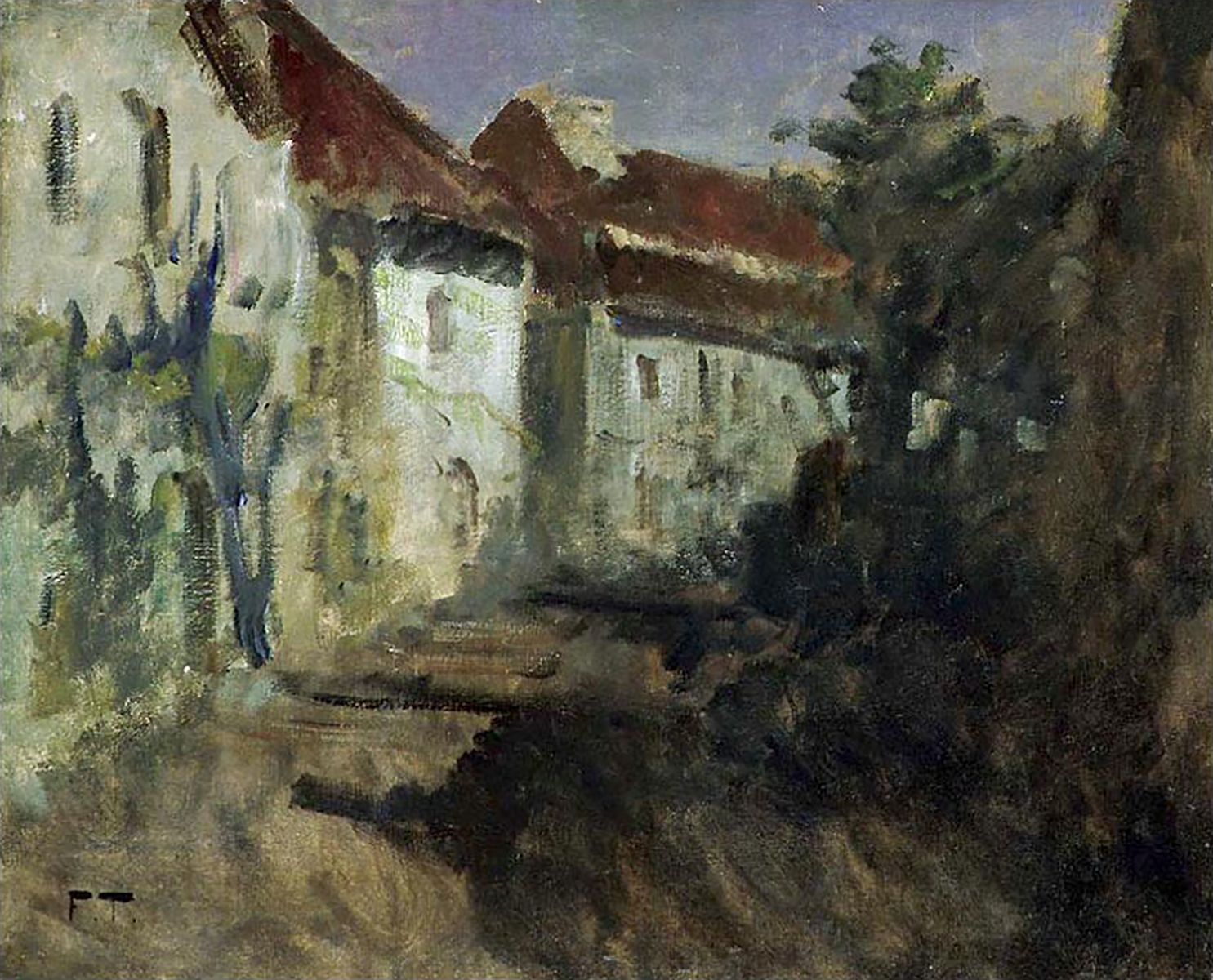
「ディエップの月明かり」（1896年）
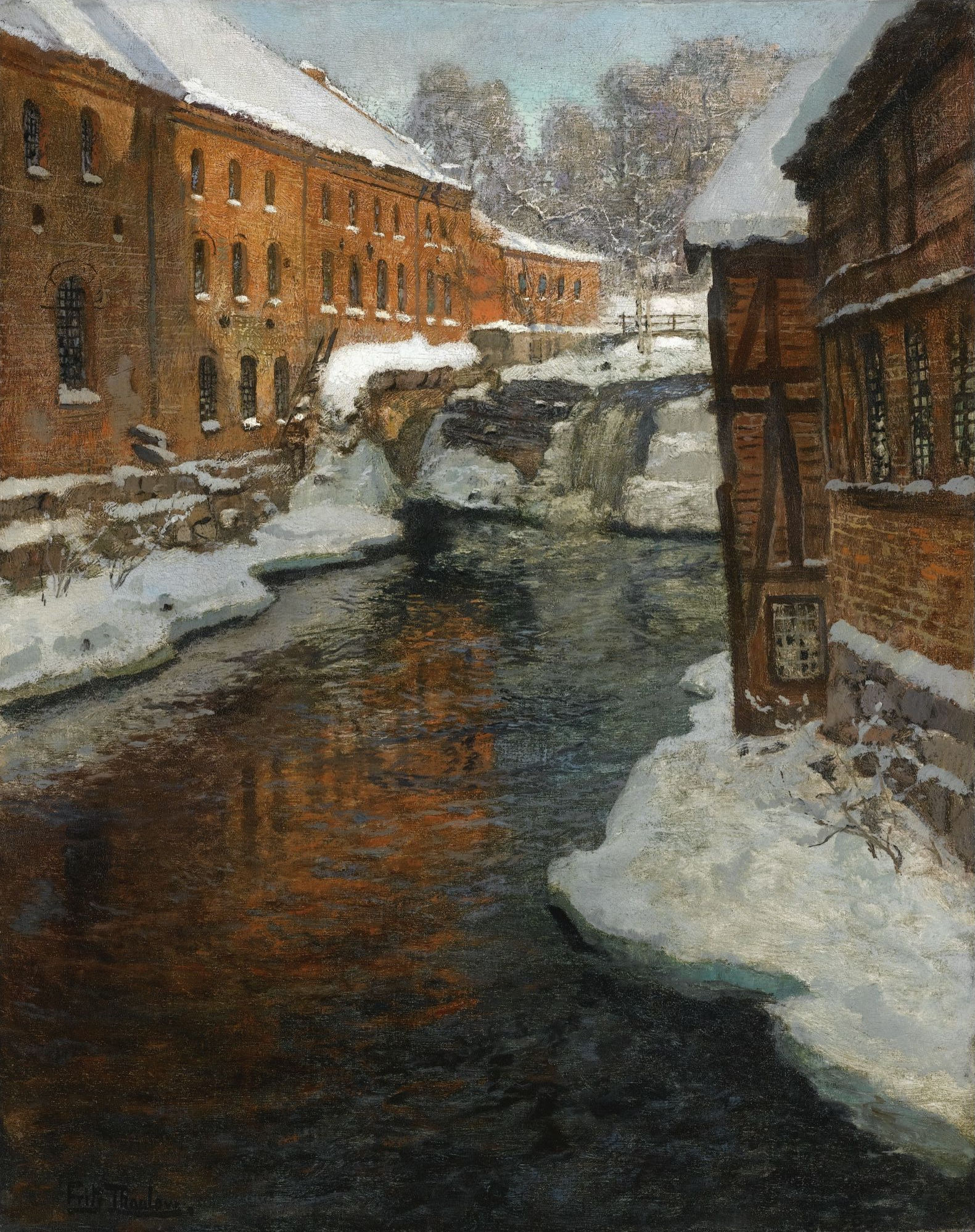
「Akerselva川から」（1897-1901年）
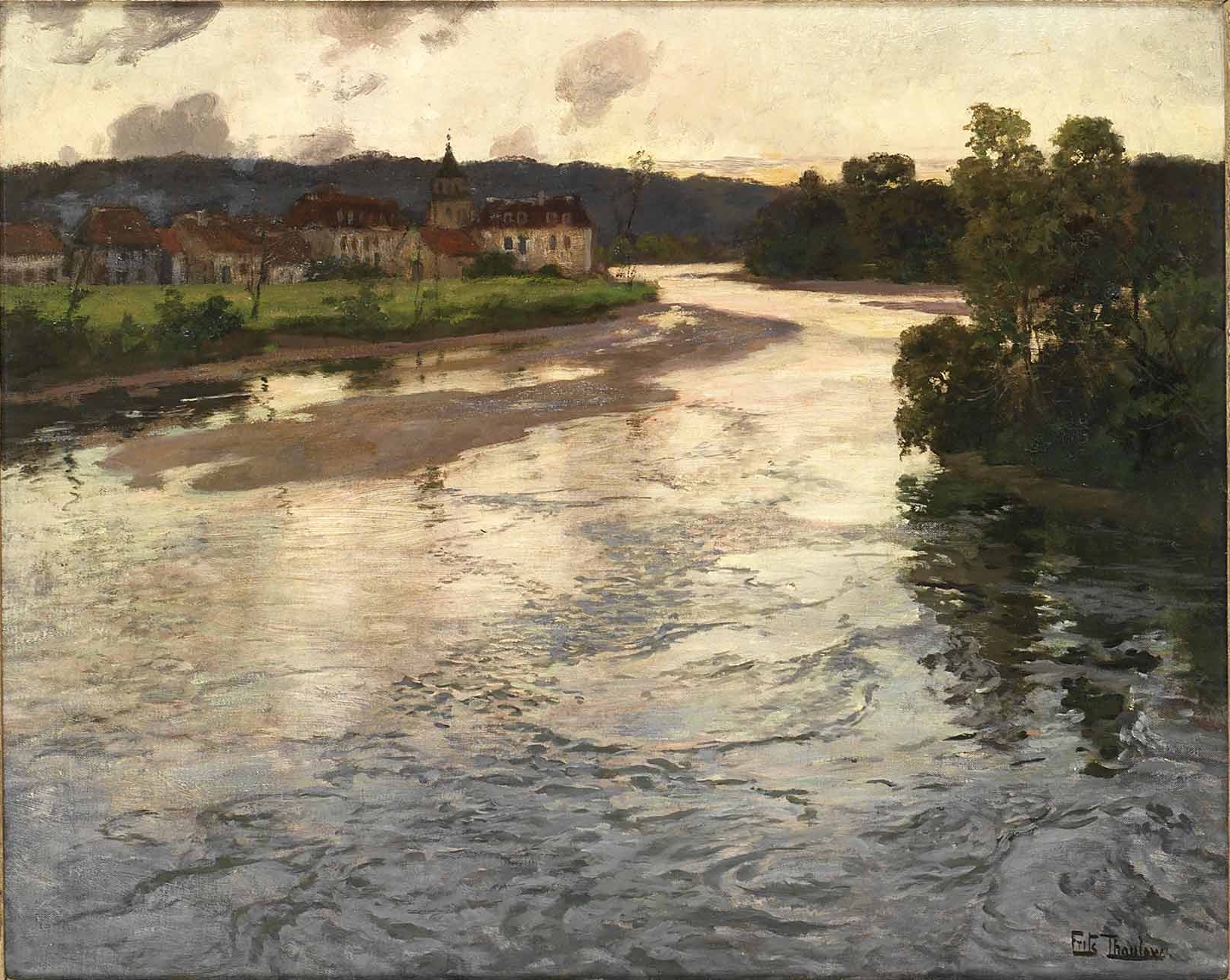
「ドルドーニュ川」（1903年）
「パリのマドレーヌ大通り」（1896-1897年）
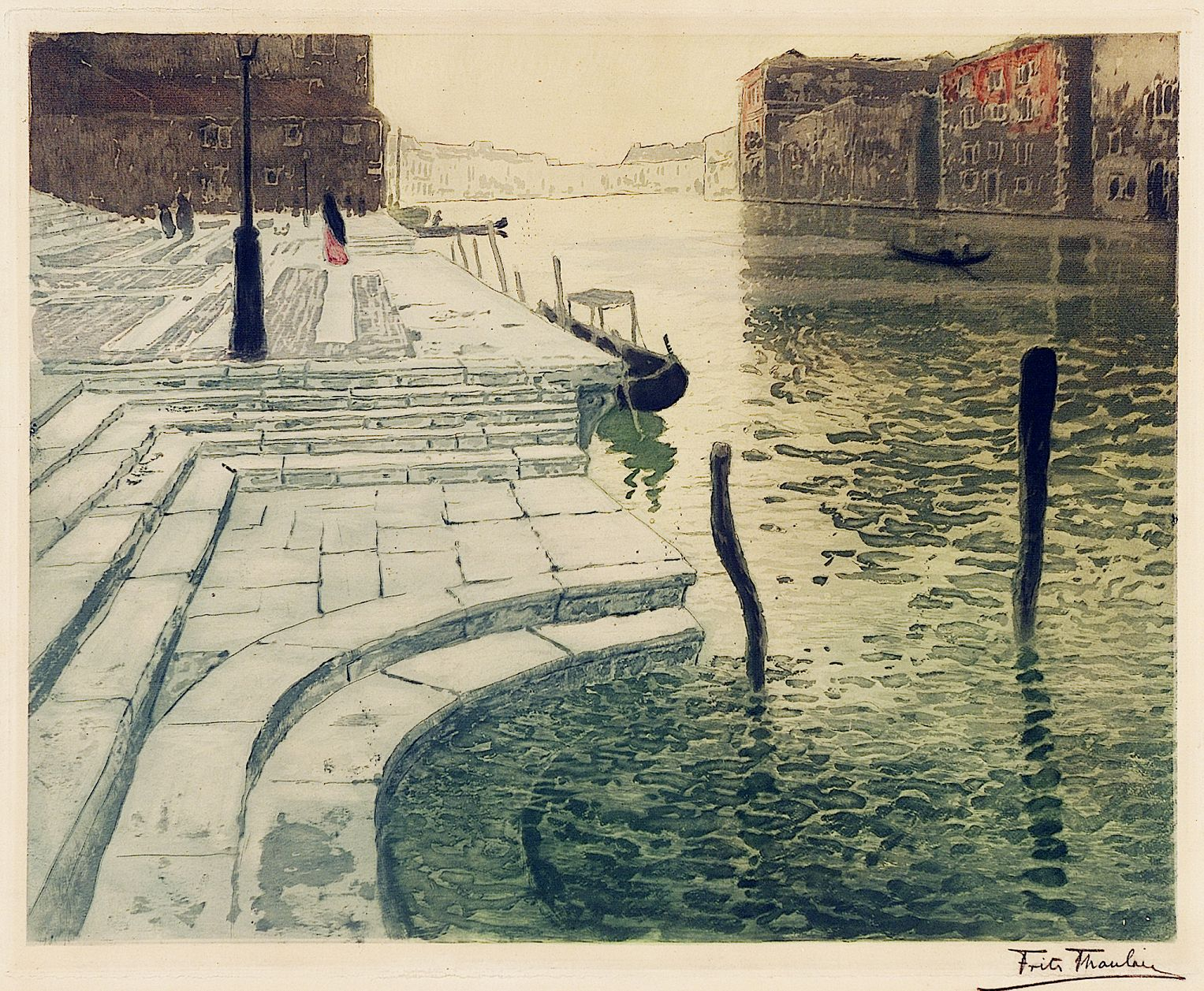
「大理石の階段」（1903年）
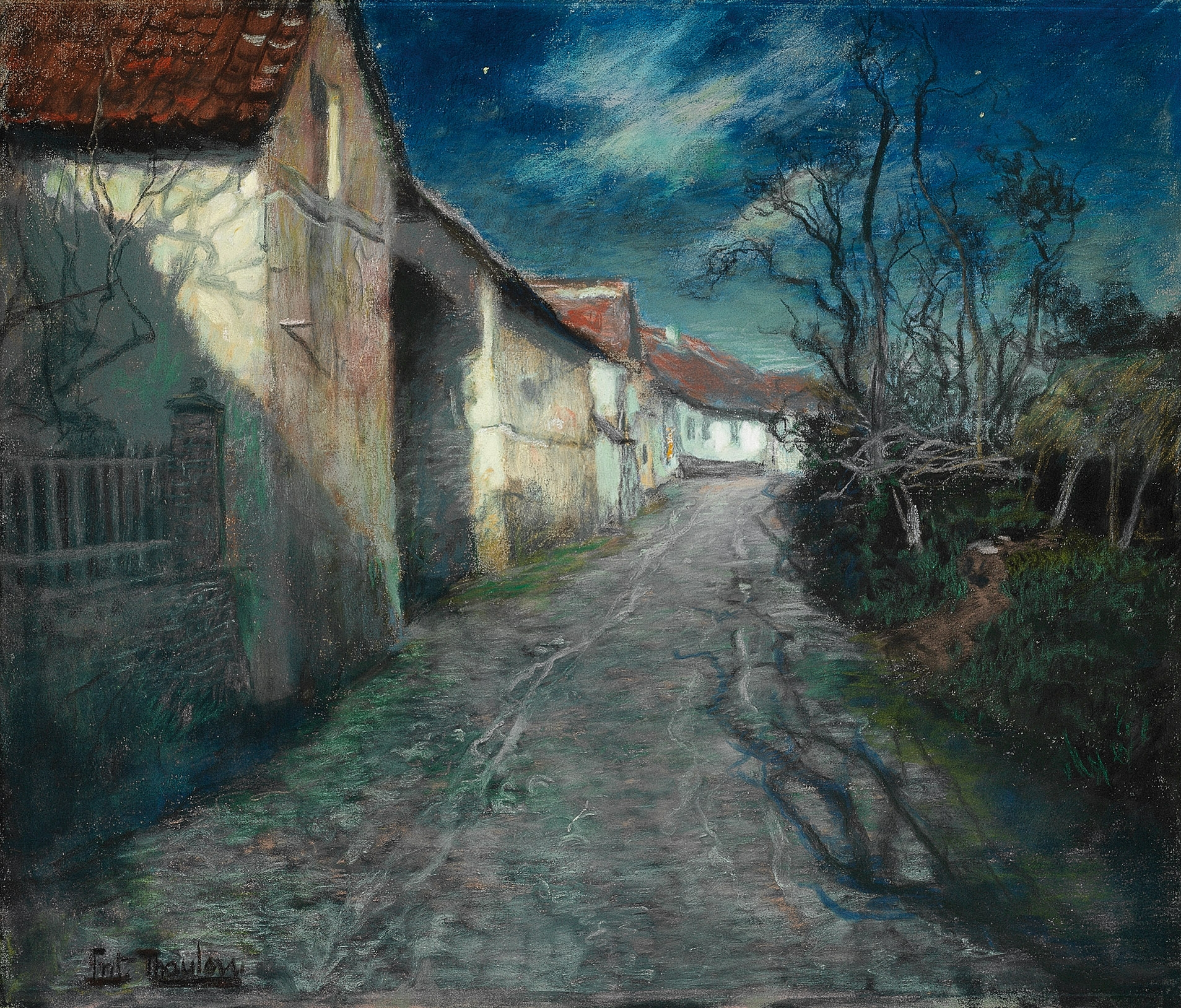
「ボーリューの月明かり」（1904年）
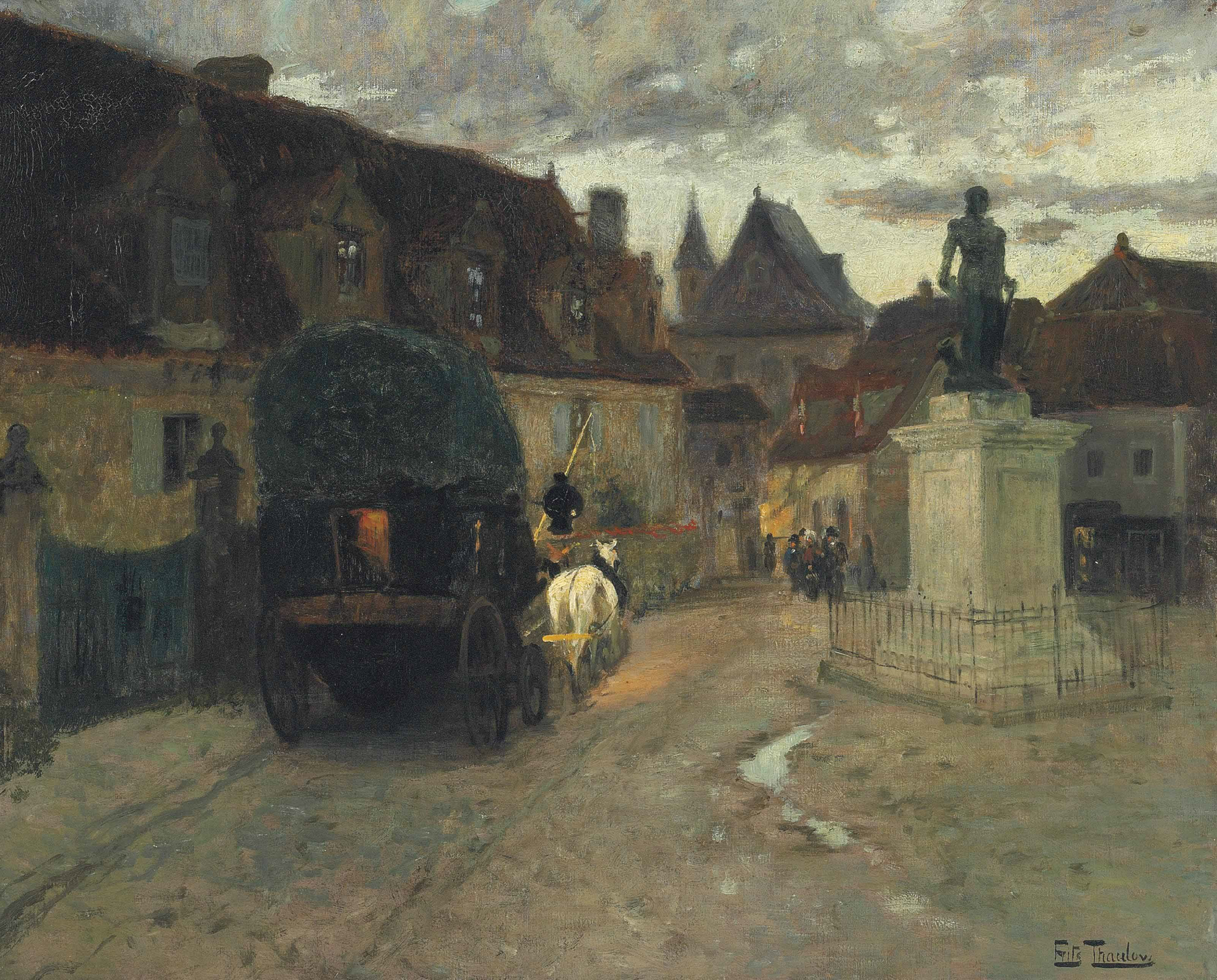
「マルボ広場」（1904年）
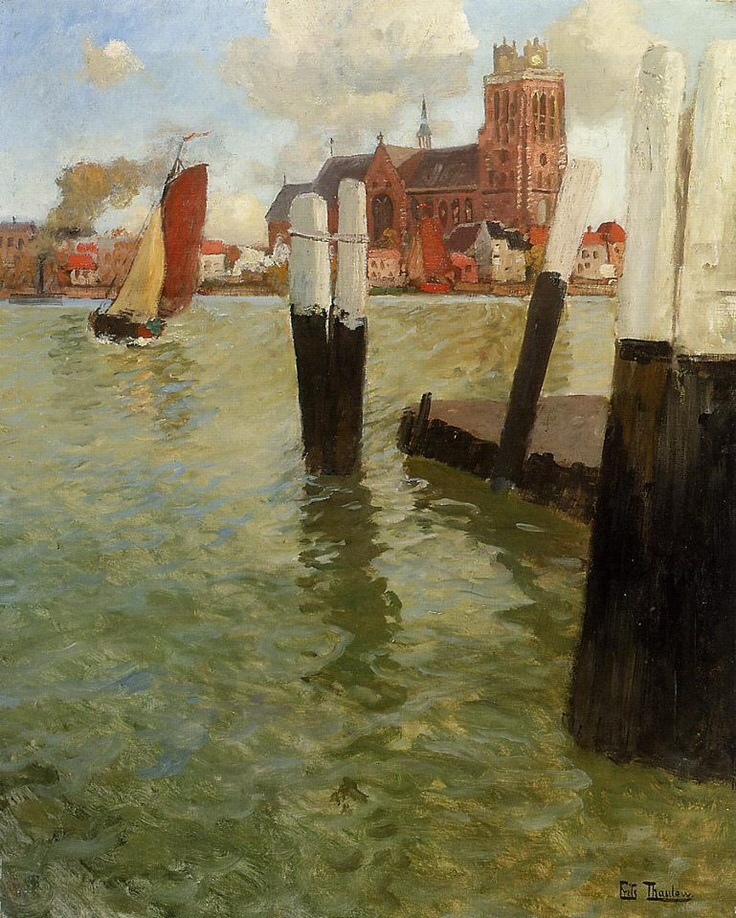
「ドルトレヒト」（1905年）
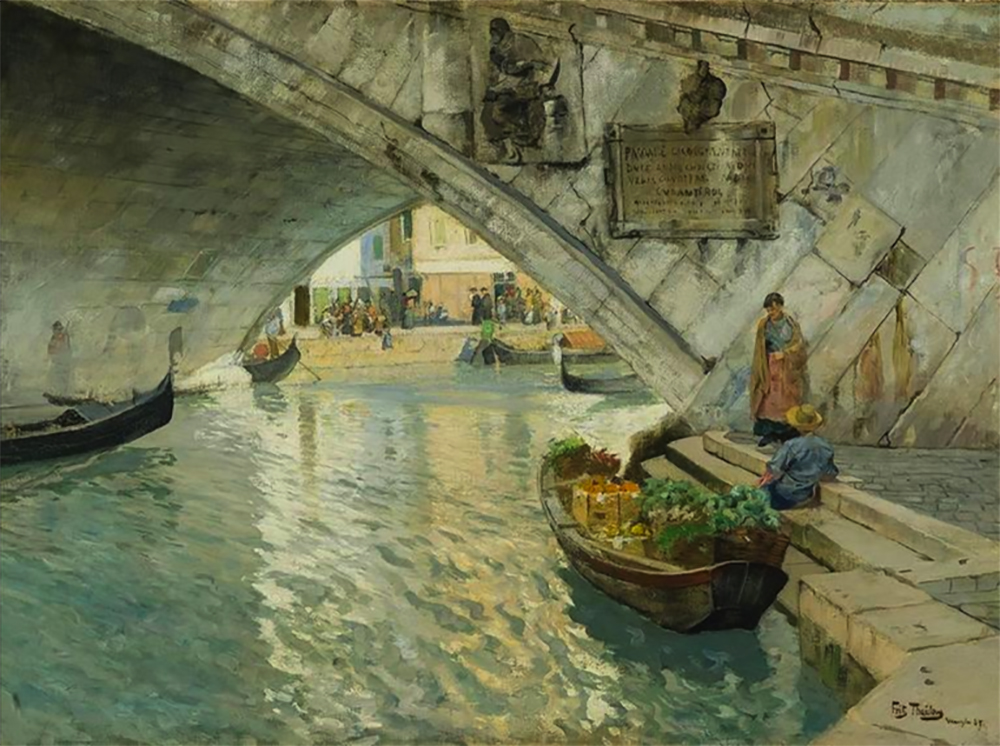
「ヴェネツィアのリアルト橋」
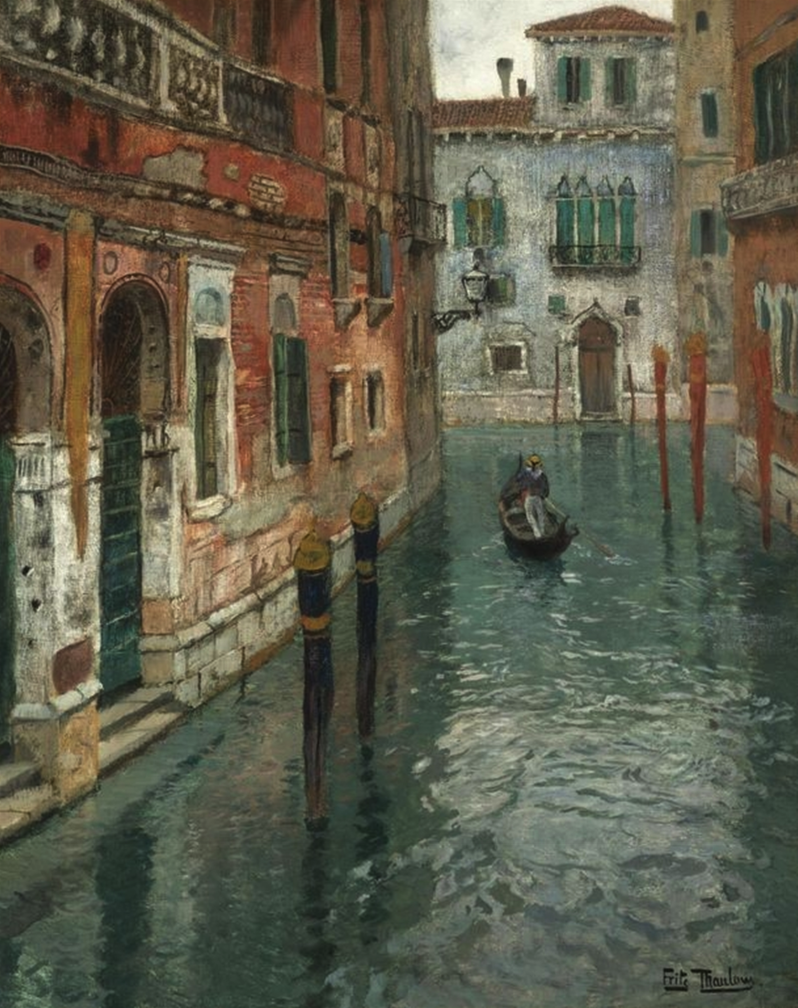
「ヴェネツィアの眺め」
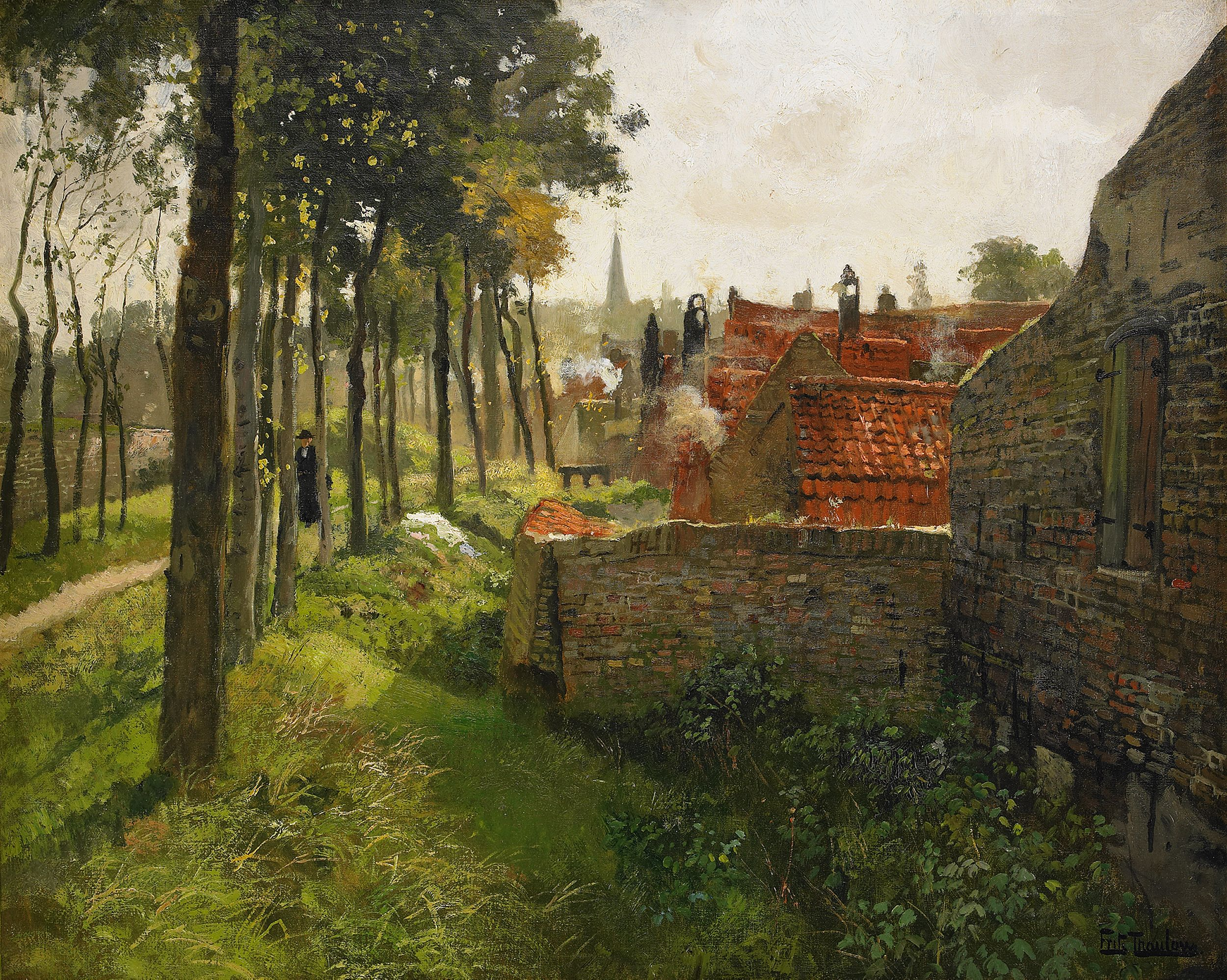
「司祭」
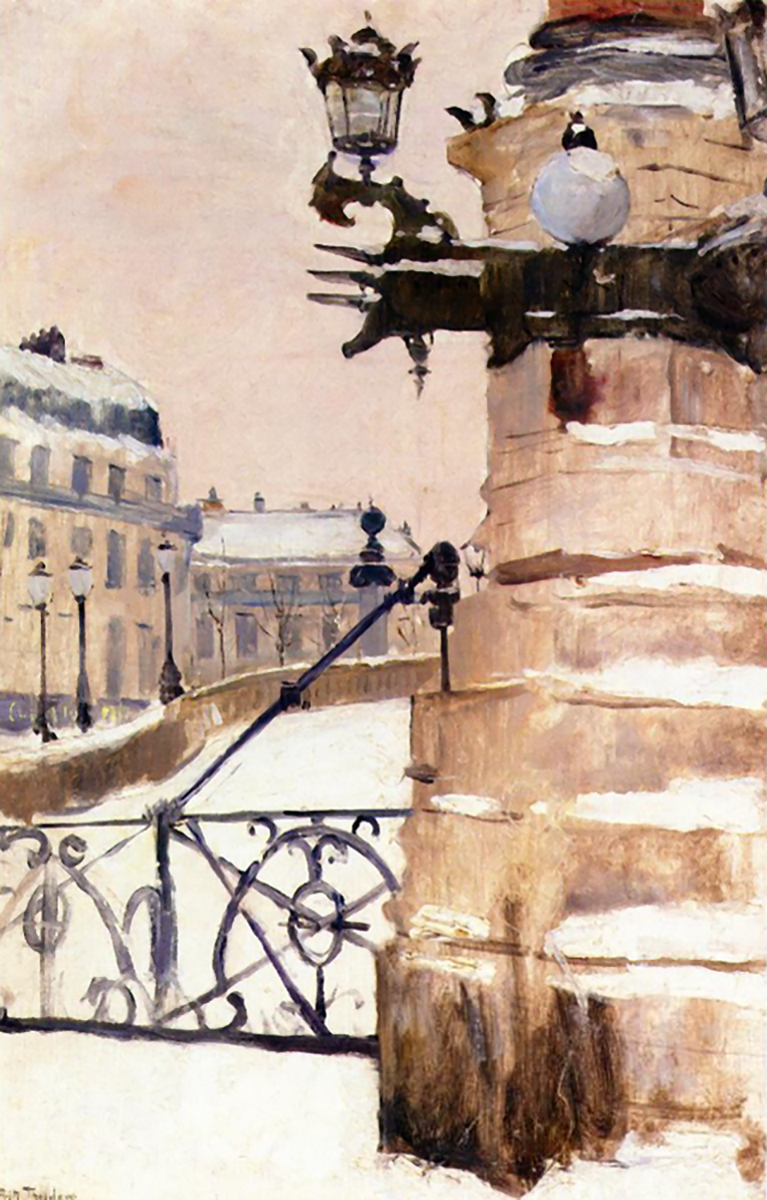
「パリの冬」